# Holovske, Turka
Holovske (în ucraineană Головське) este localitatea de reședință a comunei Holovske din raionul Turka, regiunea Liov, Ucraina.

## Demografie
Componența lingvistică a localității Holovske
     Ucraineană (100%)
Conform recensământului din 2001, toată populația localității Holovske era vorbitoare de ucraineană (100%).